# Agrupación Social Independiente
Agrupación Social Independiente (ASI) és un partit polític de Mallorca, fundat el 1989 per Joaquín Rabasco juntament amb 25 membres més a s'Arenal de Llucmajor. Es defineix d'ideologia liberal i defensor del bilingüisme propugnant l'ús del castellà a Mallorca i la secessió lingüística del català.
Ha obtingut representació als ajuntaments d'Alcúdia, Pollença i Llucmajor. El seu president, Joaquín Rabasco, ha estat regidor de Llucmajor, primer en les eleccions del 1987 pel partit CDS, i des del 1991 presentant-se per ASI fins que dimití el 17 d'octubre de 2007.

## Polèmiques i casos de corrupció

### Videojoc polèmic
El 2006, l'Institut Balear de la Dona va obrir un expedient al partit per tenir en el web un videojoc on s'ensenyen fins a vint maneres d'assassinar una dona. El partit assegurà que havia estat objecte d'un atac d'un pirata informàtic. El 30 de gener de 2006, 800 persones del municipi on Rabasco era regidor, Llucmajor, sortiren al carrer en senyal de rebuig a aquests fets.

### Cas Llucmajor
El 29 d'octubre del 2001, el mateix Rabasco fou denunciat pel grup municipal socialista de l'Ajuntament de Llucmajor, que presentà una querella criminal contra ell en què es denunciava que hauria creat una xarxa d'empreses per tal d'obtenir fons del consistori i així finançar ASI. Les sospites sobre Rabasco pels delictes de suborn, prevaricació i finançament irregular varen dur el jutge del Jutjat d'Instrucció número 6 a iniciar el mateix 2001 la investigació sobre el cap d'aquest partit. El 30 de setembre del 2008, Rabasco fou condemnat a 6 anys de presó per frau en cabals públics. L'abril de 2010, aquesta sentència fou anul·lada pel Tribunal Suprem i el novembre del 2010, l'audiència provincial de Palma confirmà la sentència de sis anys de presó a Rabasco.

### Cas Palazón
El candidat d'ASI a l'ajuntament de Calvià, Antonio Palazón, fou detingut el novembre de 2010 acusat de blanquejar 120 000 euros.

## Resultats electorals
| Data | Municipi           | Vots      | % Vots       | Regidors |
| ---- | ------------------ | --------- | ------------ | -------- |
| 1991 | Llucmajor          | 1.052     | 17,37%       | 3        |
| 1995 | Llucmajor Pollença | 499 531   | 5,05% 7,94%  | 1 1      |
| 1999 | Llucmajor          | 966       | 9,49%        | 2        |
| 2003 | Llucmajor Alcúdia  | 1.527 336 | 12,03% 5,40% | 2 1      |
| 2007 | Llucmajor          | 988       | 7,50%        | 1        |
| 2011 | Llucmajor          | 801       | 6,08%        | 1        |
| 2015 | Llucmajor          | 850       | 6,32%        | 1        |
| 2019 | Llucmajor          | 860       | 6,42 %       | 1        |
| 2023 | Llucmajor          | 797       | 5,35 %       | 1        |

| Data | Circumscripció | Vots  | % Vots | Escons |
| ---- | -------------- | ----- | ------ | ------ |
| 1995 | Mallorca       | 1.425 | 0,38%  | 0      |
| 1999 | Mallorca       | 2.368 | 0,66%  | 0      |
| 2003 | Mallorca       | 6.707 | 1,60%  | 0      |
| 2007 | Mallorca       | 1.921 | 0,46%  | 0      |
| 2011 | Mallorca       | 1.094 | 0,26%  | 0      |
| 2015 | Mallorca       | 953   | 0,27%  | 0      |
| 2019 | Mallorca       | 781   | 0,23%  | 0      |